# 新七小福
新七小福是中國的演唱團體，於2009年2月組成，以武術、舞蹈、戲劇演出與歌唱兼具為特色，目前成員為涂聖成、楊政、易揚、王海祥（隊長）、徐冬梅、冀濤、何翔、蘭昊宇、閆彥龍、胡峻銘。
團名是來自于占元所成立的七小福，其中成員成龍為培育新一代全方位藝人，於2007年舉辦《龍的傳人》選拔比賽，最終選出11人，當時經成龍培訓後再選出7人，以「新七小福」為名籌組偶像團體。

## 成員資料
| 本名   | 性別 | 籍貫         | 出生日期       | 身高  | 經歷 |
| ------ | ---- | ------------ | -------------- | ----- | --- |
| 涂聖成 | 男   | 加拿大溫哥華 | 1985年2月28日  | 176cm | 父親是氣功大師塗金盛，2006年美國迪士尼武術比賽全能冠軍，2005、2006年美國全國公開賽器械、套路、全能總冠軍，中國北京電視台大型真人秀“龍的傳人”選拔賽冠軍 |
| 楊政   | 男   | 中國天津     | 1984年11月5日  | 179cm | 中國華北五省舞蹈大賽舞蹈二等獎創作二等獎、中國北京電視台大型真人秀“龍的傳人”選拔賽亞軍                                                                 |
| 易揚   | 男   | 美國紐約     | 1988年7月8日   | 175cm | 中國北京電視台大型真人秀“龍的傳人”選拔賽季軍 |
| 王海祥 | 男   | 中國山東     | 1984年8月16日  | 178cm | 中國海飛絲新生歌手大賽第三名。參與2010年中國電視劇《風雨桃花鎮》演出。                                                                                 |
| 徐冬梅 | 女   | 中國東北     | 1982年12月27日 | 168cm | 中國第一屆健力寶街舞大賽第一名、2006年中國健身小姐比賽B組第六名、中國北京電視台大型真人秀“龍的傳人”選拔賽16強                                          |
| 冀濤   | 男   | 中國新疆     | 10月28日       | 171cm | 中國北京電視台大型真人秀“龍的傳人”選拔賽36強。參與2010年中國電視劇《風雨桃花鎮》演出。                                                                 |
| 何翔   | 男   | 中國新疆     | 1989年5月8日   | 175cm | 中國北京電視台大型真人秀“龍的傳人”選拔賽36強。2002年《七劍下天山》拍攝劇組中擔任武師、連續三屆新疆武術比賽冠軍、第八屆少數民族傳統運動會武術第八名。   |
| 蘭昊宇 | 男   | 中國雲南     | 1987年3月3日   | 175cm | 2010年中國電視歌唱節目快樂男聲300強。 |
| 閆彥龍 | 男   | 中國雲南     | 1981年8月26日  | 174cm | 中國北京電視台大型真人秀“龍的傳人”選拔賽16強。國家二級運動員。                                                                                         |
| 胡峻銘 | 男   |              | 7月9日         | 178cm | 英國WILDSTAR唱片公司選秀活動、第六屆中國人唱外國歌大賽優秀獎、中國音樂劇《蝶》。                                                                       |
| 許凝   | 男   | 中國遼寧     | 6月1日         | 180cm | 電影《冬之雲湖》、《冰與琥珀》、《怒放》、《記憶森林》，電視劇《往事》、《真情天地》、《偵探成旭II》、《翡翠鳳凰》。現已離開新七小福。                 |

## 音樂作品
- 2009年《新七小福同名EP》
  - 收錄電影大兵小將同名主題曲、華山基金會關懷老人公益廣告主題曲【不老的月亮】，以及2010年亞運大會徵選曲【亞洲！加油！】

## 電影作品
- 2010年《大兵小將》
- 2014年《斗茶》

## 外部連結
- 新七小福官方部落格 （页面存档备份，存于）